# ابن خميس
أبو جعفر أحمد بن خميسبن عامر من أهل طليطلة. أحد المعتنين بعلم الهندسة والنجوم والطب، وكانت له مشاركة أيضًا في العلوم اللسانية، وحظ صالح من الشعر. كان من أهل قلعة أيوب ثم انتقل إلى طليطلة واستوطنها وتأدب فيها، فبرع في العدد والهندسة والفرائض، وقعد للتعليم بذلك زمنًا طويلًا إلى أن توفي بها سنة 454 ذكره صاعد وذكره أيضًا ابن أبي أصيبعة باختصار.